# Triommata coccidivora
Triommata coccidivora är en tvåvingeart som först beskrevs av Ephraim Porter Felt 1914.  Triommata coccidivora ingår i släktet Triommata och familjen gallmyggor. Inga underarter finns listade i Catalogue of Life.